# أيوب بن شرحبيل الأصبحي
هو أيوب بن شرحبيل ابن أكسوم بن أبرهة بن الصباح بن لهيعة بن شرحبيل ابن مرثد بن الصباح بن معدي كرب بن يعفر بن ينوف ابن شراحيل بن أبي شمر بن شرحبيل بن ياشر بن أشعر بن ملكيكرب بن شراحيل بن يعفر بن عمي بن أبي كرب ابن يعفر بن أسعد بن ملكيكرب بن شمر بن أشعر بن ينوف ابن أصبح، وأمه بنت مالك بن نويرة بن الصباح تولى إمارة مصر من قبل أمير المؤمنين عمر بن عبد العزيز على صلاتها في ربيع الأول سنة تسع وتسعين هجرية. فجعل على شرطه الحسن بن يزيد الرعيني ثم أحد عجلان بن سريح وورد كتاب أمير المؤمنين بالزيادة في أعطيات الناس عامة، وحرمت الخمر وكسرت، وعطلت حاناتها وصرف الحسن بن يزيد عن الشرط في رجب سنة تسع وتسعين هجرية، وجعل مكانه الحارث بن ذاخر بن بهشم الأصبحي أحد بني السمول وألحق لأهل مصر خمسة آلاف في سنة مائة للهجرة.
قال ابن قديد عن عبيد الله بن سعيد عن أبيه عن أبي لهيعة قال: كتب عمر بن عبد العزيز إلى أيوب بن شرحبيل بفريضة للجند فقال: ألصق ذلك بأهل البيوتات الصالحة فإنما الناس معادن، واقسم للغارمين بخمسة وعشرين ألف دينار. وفضل أهل القسطنطينية وكان على أهل أبو عبيدة ابن عقبة بن نافع الفهري. ونزعت موازين القبط عن الكور، واستعمل المسلمون عليهم، ومنع النساء الحمامات.
وقال ابن قديد، عن عبيد الله بن سعيد، عن أبيه، عن الميسري يعني عبد العزيز بن أبي ميسرة، قال: شُكِيَ ضعفُ أيوب إلى عمر بن عبد العزيز، فقال: إن أيوب زُجرت به أعرافٌ صالحة، فلانَ لينَ الأشراف، وقَصَدَ قصد السيادة.
وتوفي أمير المؤمنين عمر بن عبد العزيز يوم الجمعة، لخمس بقين من رجب سنة إحدى ومئة هجرية واستُخلف يزيد بن عبدالملك. فأقرّ أيوب بن شرحبيل على صلاتها. قال عبد العزيز بن أبي ميسرة: إلى أن توفي لإحدى عشرة ليلة بقيت من شهر رمضان سنة إحدى ومئة. وقال الليث بن سعد وأحمد بن يحيى بن وزير: نُزع أيوب بن شرحبيل سبع عشرة من شهر رمضان سنة إحدى ومئة فكانت ولاية أيوب عليها سنتين ونصفاً.